# Santiago Vidal
Vidal  Marsal est un nom espagnol. Le premier nom de famille, en général paternel, est Vidal ; le second, en général maternel, souvent omis, est Marsal.
Santiago Vidal i Marsal, née le 15 juillet 1954 est un homme politique espagnol membre de la Gauche républicaine de Catalogne (ERC).

## Biographie

### Vie privée
Marié, il est père d'une fille et un fils.

### Profession
Santiago Vidal est magistrat.

### Activités politiques
Il est élu à l'occasion des élections générales de 2015 sénateur pour la circonscription de Barcelone. Il est réélu lors du scrutin anticipé de juin 2016. Au Sénat, il est porte-parole du groupe de la gauche républicaine.
Après des déclarations polémiques sur l'agence des impôts de Catalogne, il remet sa démission de son mandat de parlementaire le 31 janvier 2017 souhaitant ne pas porter préjudice au processus d'indépendance mené par la Généralité de Catalogne.